# Plymophiloscia thomsoni
Plymophiloscia thomsoni is een pissebed uit de familie Philosciidae. De wetenschappelijke naam van de soort is voor het eerst geldig gepubliceerd in 1961 door Edward Ernest Green.